# Réka Tenki
Dans le nom hongrois Tenki Réka, le nom de famille précède le prénom, mais cet article utilise l’ordre habituel en français Réka Tenki, où le prénom précède le nom.
Pour les articles homonymes, voir Tenki.
Réka Tenki, née le 18 juin 1986 à Debrecen (Hongrie), est une actrice hongroise.
Elle est connue pour avoir joué dans les films Corps et Âme et Budapest Noir.

## Biographie
Réka Tenki naît en 1986 à Debrecen. Elle étudie à l'université d'art dramatique et cinématographique de Budapest où elle a comme professeurs Gábor Zsámbéki et Sándor Zsótér.
Entre 2008 et 2012, elle est membre du Théâtre József Katona, puis de 2012 à 2015, du Théâtre national et à partir de 2016,  du théâtre István Örkény.
Elle est mariée à l'acteur Sándor Csányi avec qui elle a une fille, Luca, née en 2014, et un garçon, né en 2019,. Sa sœur Dalma Tenki est également actrice.

## Filmographie partielle

### Au cinéma
- 2005 : Kovács Éva
- 2006 : Őrjárat
- 2007 : A nyomozó
- 2008 : Bevezetés az általános nyelvészetbe
- 2009 : Poligamy (hu)
- 2009 : Mozaik
- 2009 : Borostyán
- 2011 : Égi madár
- 2011 : Diamond Club
- 2014 : Szabadesés (en)
- 2017 : Corps et Âme (Testről és lélekről)
- 2017 : Csandra szekere (hu)
- 2017 : Budapest Noir (hu)
- 2018 : Nyitva
- 2019 : Seveled (hu)
- 2021 : Becsúszó szerelem

## Récompenses et distinctions
- 2010 : Prix Junior Prima
- 2018 : Prix Mari Jászai